# 蓋沃龍 (巴赫馬奇區)
50°59′18″N 32°55′16″E / 50.98833°N 32.92111°E
蓋沃龍（烏克蘭語：Гайворон），是烏克蘭北部的村莊，隸屬切爾尼希夫州的尼任區。該村始建於1636年，面積4.97平方公里，海拔高度132米，2006年人口844，人口密度每平方公里169.82人。